# Kucyki z Gwiezdnego Wzgórza
Kucyki ze wzgórza (ang. Starhill Ponies, 1998-??) – brytyjski serial animowany dla dzieci wyprodukowany przez producentów serialu Strażak Sam. Był emitowany na TVP1 w godzinach porannych oraz jako Wieczorynka.

## Fabuła
Serial opowiada o trzech kucykach: Gratce (ang. Molly), Psikusie (ang. Scruffy) i Impecie (ang. Dylan), którymi opiekuje się właściciel stadniny i jego żona z córką imieniem Ewa (ang. Baz). Każdego dnia uczą się i poznają coś nowego.

## Postacie

### Główne
- Gratka – szaro-biały koń z szarą grzywą i ogonem.
- Psikus – jasnobrązowy koń z kolorową grzywą i ogonem.
- Impet – brązowy koń z czarną grzywą i ogonem.
- Ewa Watkins – mieszkanka Gwiezdnego Wzgórza, córka właściciela stajni.

### Drugoplanowe
- Pan Watkins – właściciel stajni, ojciec Ewy.
- Pani Watkins – żona właściciela stajni, matka Ewy.
- Pani Morris – wróg rodziny Watkinsów, milionerka, której zadaniem jest przejęcie koni pod jej własność.
- Jan – pomocnik pani Morris, trochę niezdarny.
- Albert – przyjaciel Ewy
- Tomek – przyjaciel Ewy

## Spis odcinków
| N/o            | Polski tytuł           | Angielski tytuł              |
| -------------- | ---------------------- | ---------------------------- |
|                |                        |                              |
| SERIA PIERWSZA |                        |                              |
|                |                        |                              |
| 01             | Pożyteczne maluchy     | Scruffy Helps Out            |
|                |                        |                              |
| 02             | Arcydzieło Psikusa     | Art For Scruffy's Sake       |
|                |                        |                              |
| 03             | Wycieczka do lasu      | The Outing                   |
|                |                        |                              |
| 04             | Urodziny               | Birthday Tea                 |
|                |                        |                              |
| 05             | Cyrkowe sztuczki       | Circus Tricks                |
|                |                        |                              |
| 06             | Łakomczuch             | Scruffy Pays The Price       |
|                |                        |                              |
| 07             | Eleganckie przyjęcie   | High Tea High-Jinks          |
|                |                        |                              |
| 08             | Jedwabne naczółki      | Knicked Knickers             |
|                |                        |                              |
| 09             | Puchar dla Impeta      | Dylan for the Cup            |
|                |                        |                              |
| 10             | Porwanie               | Kidnapped                    |
|                |                        |                              |
| 11             |                        | Worried Pants                |
|                |                        |                              |
| 12             | Kto tu rządzi?         | Lost                         |
|                |                        |                              |
| 13             | Insekty                | Bugged                       |
|                |                        |                              |
| SERIA DRUGA    |                        |                              |
|                |                        |                              |
| 14             | Kto tu posprzątał?     | A Fine Mess                  |
|                |                        |                              |
| 15             | Nie bój się kucyków    | Thomas Riding High           |
|                |                        |                              |
| 16             | Podkowa na szczęście   | The Unlucky Horseshoe        |
|                |                        |                              |
| 17             | Gdzie jest Albert?     | The Way Home                 |
|                |                        |                              |
| 18             | Gwiazdka               | All I Want For Christmas     |
|                |                        |                              |
| 19             | Kto poprowadzi paradę? | Mrs Hm's Parade              |
|                |                        |                              |
| 20             | Szarlotka              | Apple Pie                    |
|                |                        |                              |
| 21             | Zdrowe odżywianie      | Just Desserts                |
|                |                        |                              |
| 22             | Morski kucyk           | Surfin' Sea Horses           |
|                |                        |                              |
| 23             | Opowieści o kucykach   | Tall Tales                   |
|                |                        |                              |
| 24             | Gdzie jest kotka?      | The Mystery Of Missing Ethel |
|                |                        |                              |
| 25             | Nie ma się czego bać   | Nothing To Be Afraid Of      |
|                |                        |                              |
| 26             | Strach na wrony        | Scarecrow                    |
|                |                        |                              |